# Bajor Hercegség
A Bajor Hercegség (németül: Herzogtum Bayern) a 10.-19. század között fennállt történelmi állam volt a Német-római Birodalomban.

## Történelme

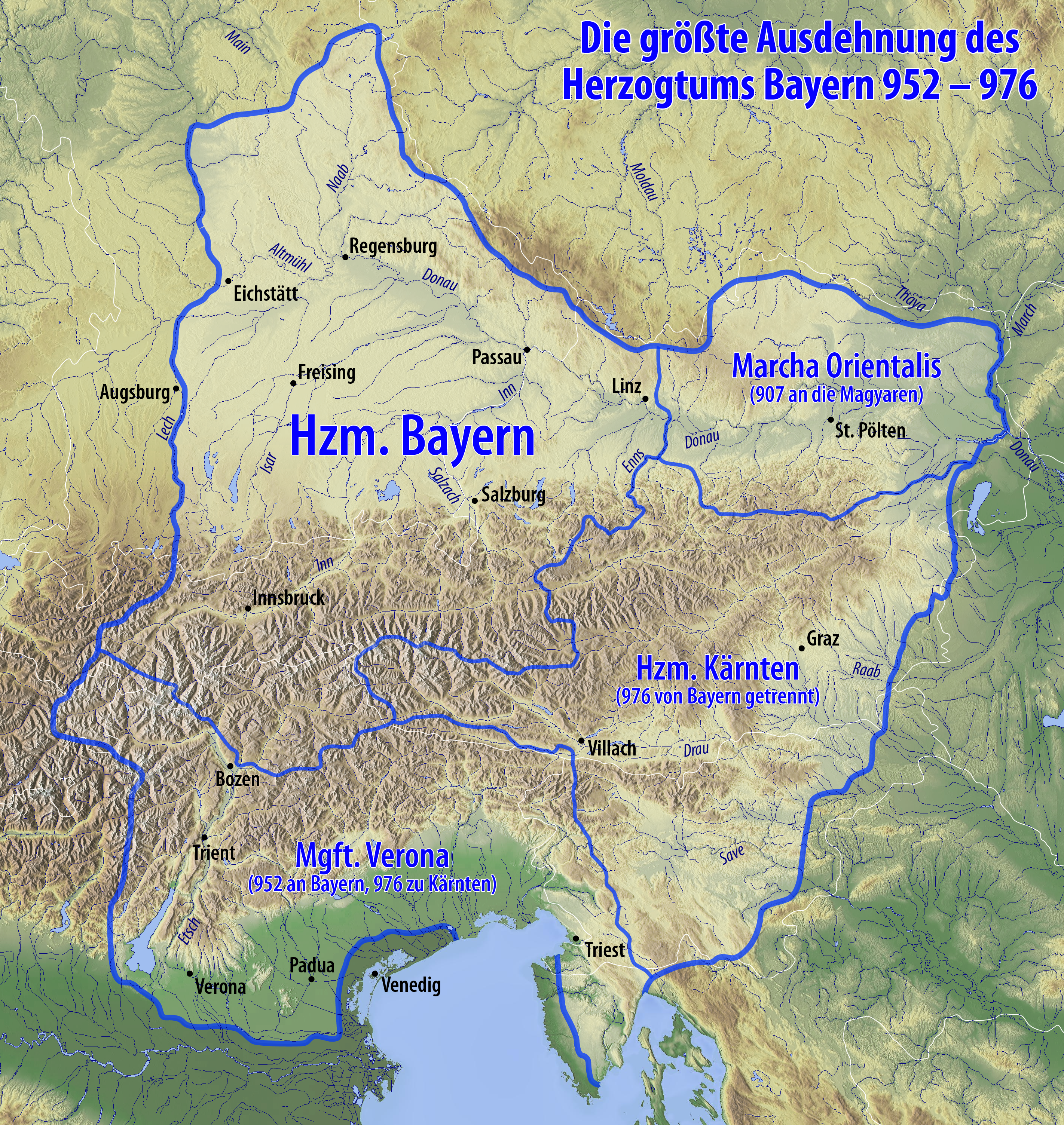
A bajor hercegség a 10. században

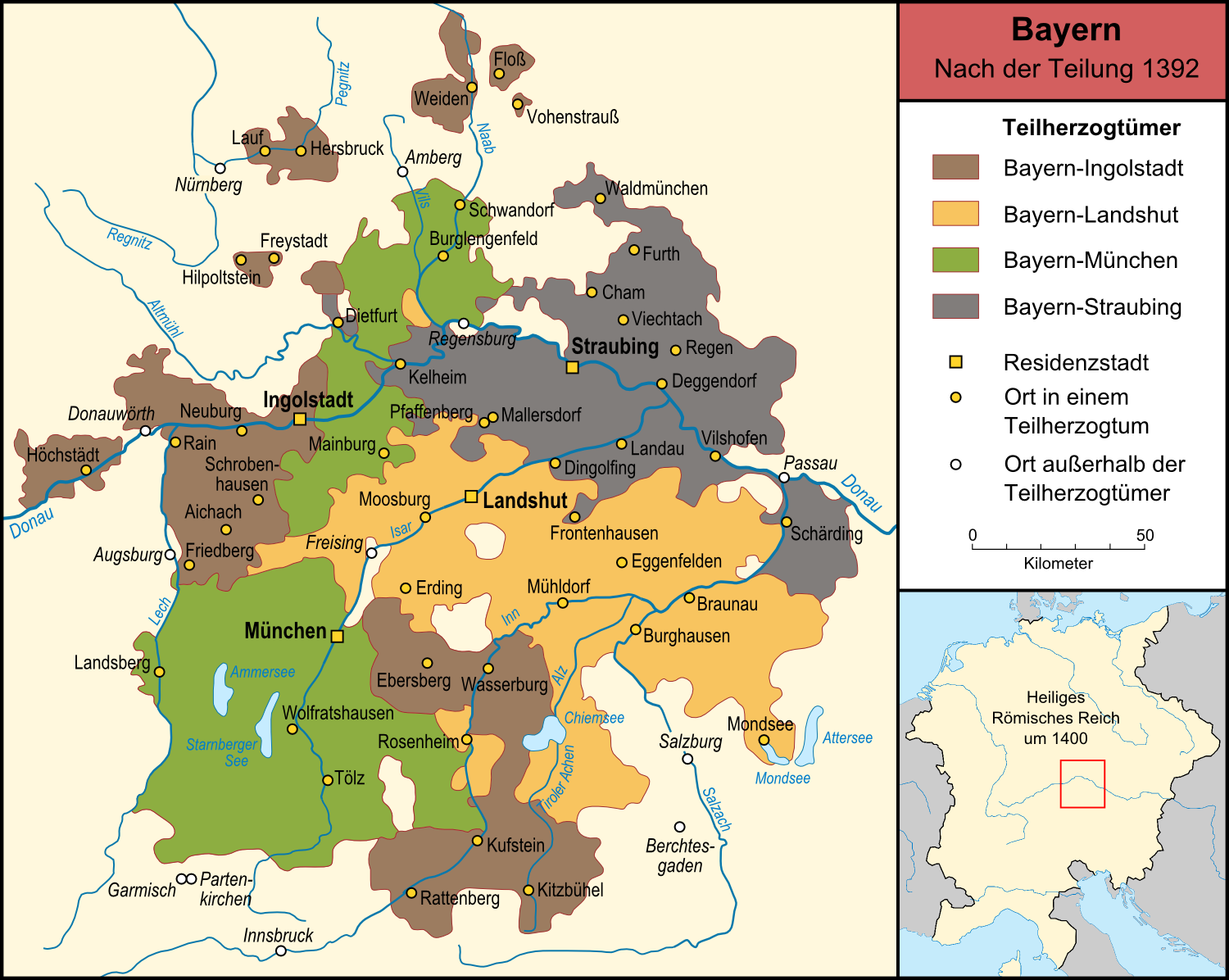
A Bajor Hercegség) 1392-ben

A Luitpolding-házi Arnulf az első bajor herceg volt.
A 12. századtól a 15. századig több osztásra sor került, amely csak az 1506-os primogenitúratörvénnyel zárult le.
1500 óta a Bajor Hercegség a Birodalom Bajor Körzetéhez tartozott.
1609-ben alakult a Katolikus Liga, a vezetője Miksa herceg (1573–1651) volt.
Attól kezdve, hogy Miksa herceg 1623-ban elnyerték a választófejedelemi címet, a Bajor Választófejedelemség kifejezést használták, még akkor is, ha a hercegség de jure továbbra is fennállt 1806-ig.

## Fordítás
- Ez a szócikk részben vagy egészben  a   Herzogtum Bayern című német Wikipédia-szócikk fordításán alapul.  Az eredeti cikk szerkesztőit annak laptörténete sorolja fel. Ez a jelzés csupán a megfogalmazás eredetét és a szerzői jogokat jelzi, nem szolgál a cikkben szereplő információk forrásmegjelöléseként.